# Perilitus indicus
Perilitus indicus is een insect dat behoort tot de orde vliesvleugeligen (Hymenoptera) en de familie van de schildwespen (Braconidae). De wetenschappelijke naam van de soort werd voor het eerst geldig gepubliceerd door Narayanan, Subba Rao, Ramachandra Rao & Sharma in 1960.